# Moyale
Moyale (poprawnie: Mojalie, fr. Moyalē) – targowe miasto na granicy Kenii z Etiopią. Wg kenijskiego spisu z 2019 liczy 47,8 tys.  mieszkańców.